# Muhammad Mursi

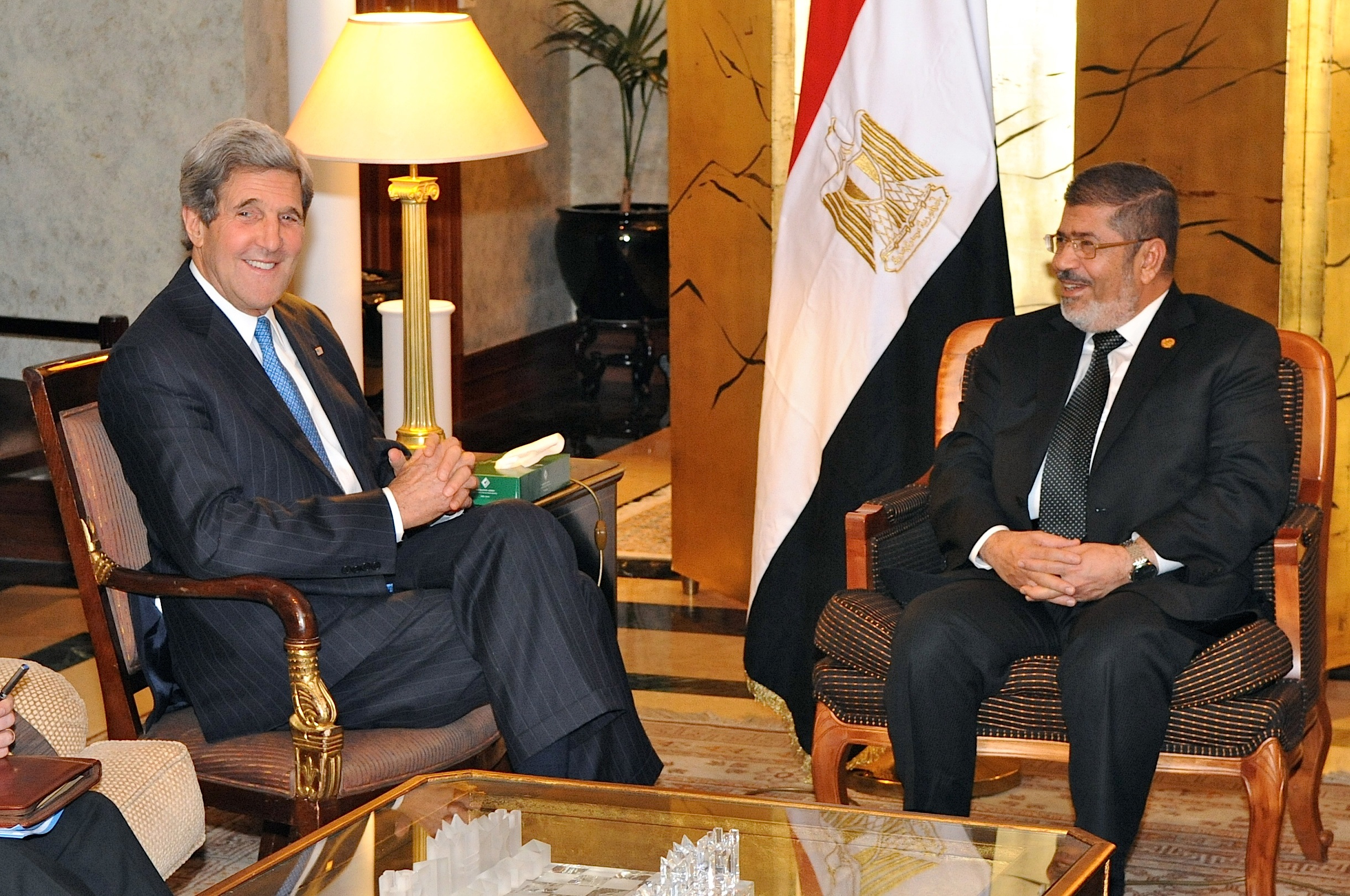
Muhammad Mursi i John Kerry (2013)

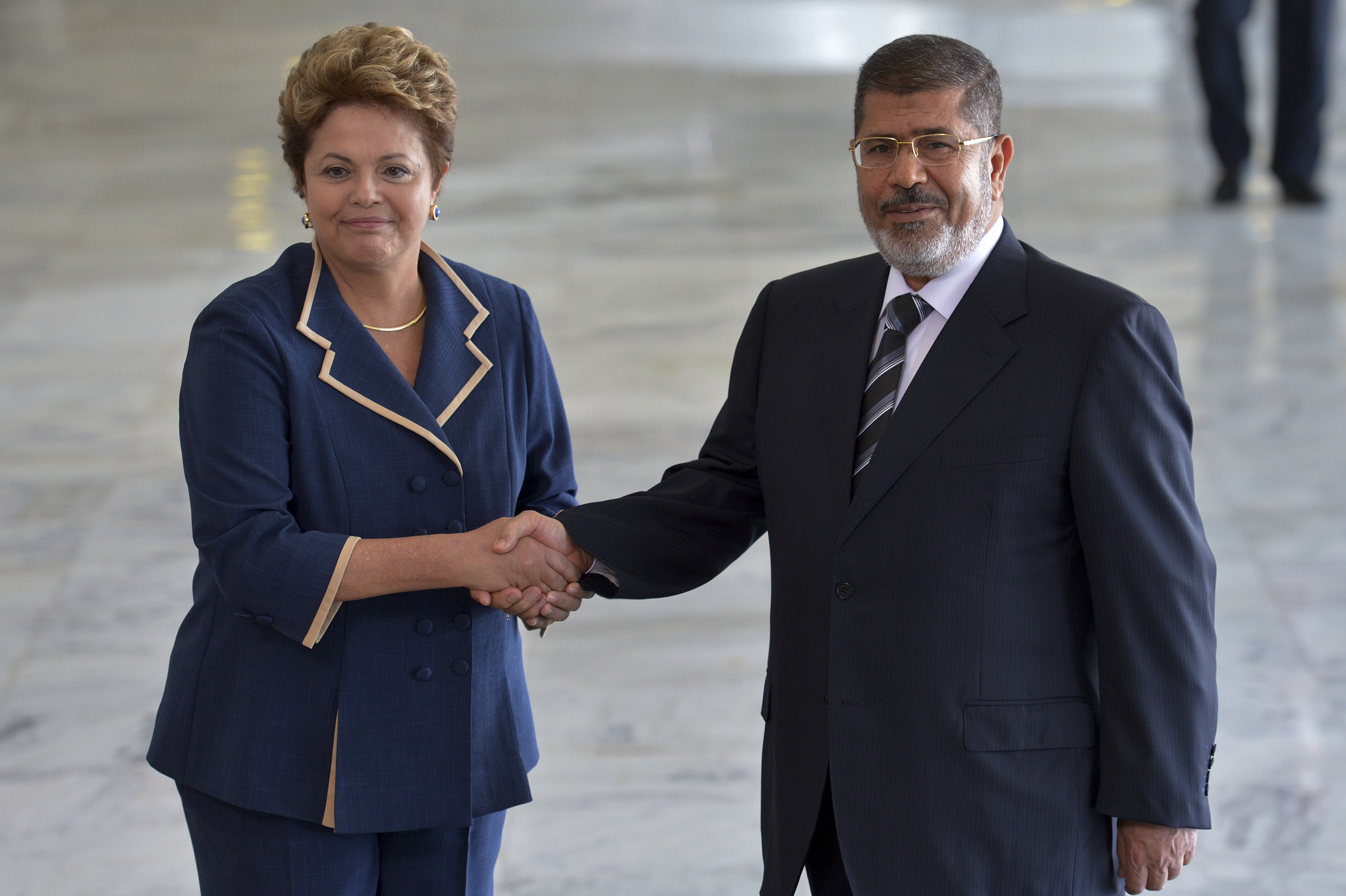
Muhammad Mursi i Dilma Rousseff (2013)

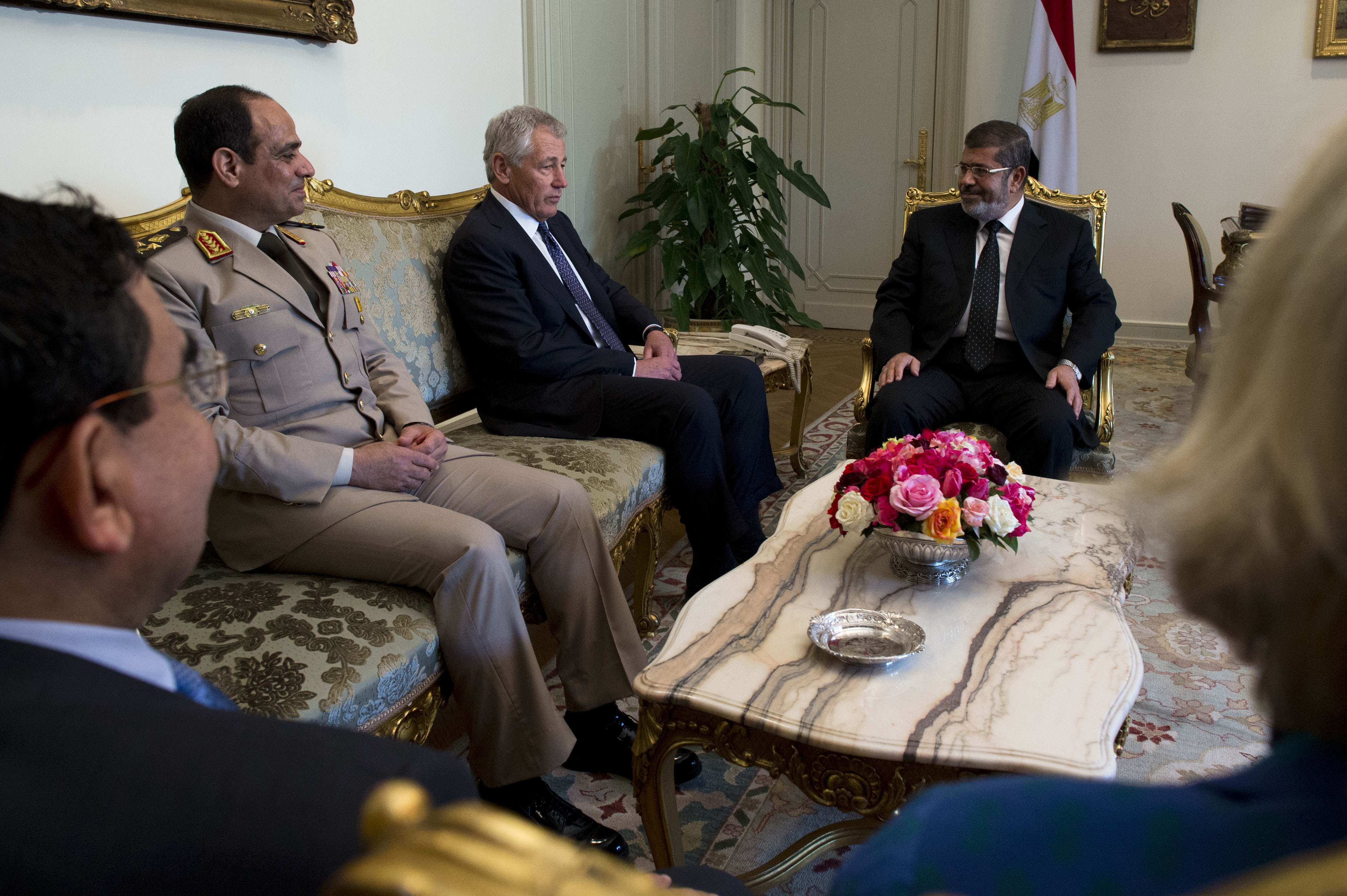
Abd al-Fattah as-Sisi, Chuck Hagel i Muhammad Mursi podczas spotkania w Kairze (2013)

Muhammad Muhammad Mursi Isa al-Ajjat (ar.: محمد محمد مرسي عيسى العياط, ur. 20 sierpnia 1951 w Al-Idwa, zm. 17 czerwca 2019 w Kairze) – egipski polityk, członek islamskiej organizacji religijno-politycznej Bracia Muzułmańscy oraz Partii Wolności i Sprawiedliwości. Prezydent Egiptu od 30 czerwca 2012 do 3 lipca 2013. Został odsunięty od władzy wskutek zamachu stanu, dla którego pretekstem były wcześniejsze protesty.

## Życiorys
Muhammad Mursi urodził się w 1951 roku w Prowincji Wschodniej. Wychowywał się w małym gospodarstwie rolnym, przydzielonym jego ojcu po egipskiej rewolucji z 1952 roku. Ukończył inżynierię na Uniwersytecie Kairskim, uzyskując odpowiednio tytuł licencjacki (1975) i magisterski (1978).
W 1978 roku uzyskał stypendium w Kalifornii. Przed wyjazdem ożenił się i wyjechał do Stanów Zjednoczonych razem z żoną. W 1982 roku obronił doktorat z inżynierii na University of Southern California. Następnie uzyskał posadę profesora na California State University w Northridge, którą zajmował w latach 1982–1985. Jego żona w tym czasie zajmowała się pracą w ośrodku dla muzułmańskich studentów. W 1985 roku oboje wrócili do Egiptu, gdzie Mursi objął stanowisko profesora, a następnie dziekana Wydziału Inżynierii na Uniwersytecie w Az-Zakazik, na którym pracował do 2010 roku. W tym czasie wykładał również inżynierię na Uniwersytecie Kairskim.
Po powrocie do kraju został członkiem Bractwa Muzułmańskiego, wchodząc z czasem do ścisłego kierownictwa organizacji. Od 1 grudnia 2000 do 12 grudnia 2005 pełnił mandat deputowanego do Zgromadzenia Ludowego. W tym czasie kierował pracami klubu parlamentarnego Bractwa Muzułmańskiego. Był inicjatorem parlamentarnej debaty na temat katastrofy kolejowej z 2002 roku, w czasie której odpowiedzialnością za wypadek obciążał władze. W pierwszej turze wyborów parlamentarnych w 2005 roku uzyskał największą liczbę głosów w okręgu. W drugiej turze przegrał jednakże ze swoim rywalem, oskarżając władze o fałszerstwo wyborcze.
Po tych wyborach był organizatorem antyrządowych demonstracji, protestujących przeciwko fałszerstwom wyborczym i brakowi niezależności sądownictwa. Za swoją działalność polityczną został 16 maja 2006 aresztowany razem z 500 innymi członkami Bractwa Muzułmańskiego w czasie jednego z protestów w Kairze. Spędził wówczas 7 miesięcy w areszcie.

## Rewolucja i wybory prezydenckie
Ponownie zatrzymany został 25 stycznia 2011 w czasie rewolucji egipskiej, razem z pozostałymi przywódcami organizacji, co miało uniemożliwić ich udział w nasilających się protestach. Po kilku dniach i obaleniu prezydenta Husniego Mubaraka odzyskał wolność. 30 kwietnia 2011 został wybrany przewodniczącym utworzonej przez członków Bractwa Muzułmańskiego Partii Wolności i Sprawiedliwości (FJP). W wyborach parlamentarnych do Zgromadzenia Ludowego, które odbywały się w trzech turach pomiędzy 28 listopada 2011 a 11 stycznia 2012 FJP zajęła pierwsze miejsce, zdobywając 235 mandatów w 508-osobowej izbie.
Choć początkowo Partia Wolności i Sprawiedliwości (FJP) deklarowała, że nie wysunie własnego kandydata w wyborach prezydenckich, na początku kwietnia 2012 roku zarejestrowała kandydaturę przedsiębiorcy i wiceprzewodniczącego partii, Chajrata asz-Szatira. Jednakże po jego dyskwalifikacji przez komisję wyborczą z powodu skazania wyrokiem w procesie karnym, partia nowym kandydatem wyznaczyła Muhammada Mursiego. 26 kwietnia 2012 został on oficjalnie jednym z trzynastu kandydatów do urzędu prezydenckiego.
W pierwszej turze wyborów przeprowadzonej w dniach 23–24 maja 2012 uzyskał 24,8% głosów, wygrywając z drugim Ahmadem Szafikiem (23,7% głosów), byłym premierem z czasów Mubaraka uważanym przez wielu komentatorów za człowieka dawnego reżimu. W drugiej turze głosowania w dniach 16–17 czerwca 2012 pokonał Szafika, uzyskawszy 51,73% głosów. Po ogłoszeniu wyników podziękował Bogu i uczcił pamięć „męczenników rewolucji”. Zobowiązał się do powołania szerokiego rządu, złożonego z przedstawicieli różnych środowisk społecznych. Tego samego dnia zrezygnował ze stanowiska przewodniczącego Partii Wolności i Sprawiedliwości.
14 czerwca 2012, dwa dni przed drugą turą wyborów, Sąd Najwyższy podjął decyzję o unieważnieniu wyborów parlamentarnych i przeprowadzeniu nowego głosowania. Nakazał rozwiązanie zdominowanej przez FJP izby, orzekając, iż prawo wyborcze pozostawało w sprzeczności z konstytucją i pozwalało partiom politycznym ubiegać się o mandaty zarezerwowane dotychczas dla deputowanych niezależnych. Mursi wyraził rozczarowanie wyrokiem sądu, lecz zobowiązał się do jego akceptacji. Jednocześnie jednak wezwał obywateli do udziału w wyborach i ostrzegł przed dyktatem „mniejszości”. 16 czerwca 2012 Najwyższa Rada Sił Zbrojnych w wydanym dekrecie oficjalnie rozwiązała Zgromadzenie Ludowe, co oznaczało, że nowo wybrany prezydent urzędować miał bez zaplecza parlamentarnego oraz bez jasno określonych uprawnień konstytucyjnych, która również nie została wcześniej uchwalona.
17 czerwca 2012, tuż po zamknięciu lokali wyborczych, Najwyższa Rada Sił Zbrojnych ogłosiła Tymczasową Deklarację Konstytucyjną, regulującą kwestie polityki państwa w okresie przejściowym, która ograniczała władzę prezydenta, a zwiększała kompetencje jej samej. Zgodnie z deklaracją, nowe wybory parlamentarne przeprowadzone miały zostać dopiero po uchwaleniu konstytucji, której projekt miało opracować specjalne zgromadzenie powołane przez samą radę. W ręce rady miały przejść również uprawnienia rozwiązanego parlamentu oraz kontrola nad wojskiem i resortem obrony. Rozwiązanie parlamentu i zmiany przepisów konstytucyjnych potępiło Bractwo Muzułmańskie.

## Prezydent Egiptu
30 czerwca 2012 Muhammad Mursi został oficjalnie zaprzysiężony na stanowisku prezydenta Egiptu, jako pierwszy demokratycznie wybrany i cywilny szef tego państwa. Wobec rozwiązania parlamentu uroczystość odbyła się w Sądzie Najwyższym. Prezydent zobowiązał się do przywrócenia parlamentu, który uznał za wybrany w sposób wolny i sprawiedliwy oraz za emanację woli narodu. Zobowiązał się również do poszanowania wszystkich dotychczasowych traktatów międzynarodowych i podkreślił służebną rolę armii w stosunku do obywateli państwa.
8 lipca 2012 prezydent wydał dekret ogłaszający przywrócenie rozwiązanego przez radę wojskową parlamentu, który następnego dnia zebrał się na posiedzenie zawieszone przez przewodniczącego do czasu prawnego wyjaśnienia sprawy. 10 lipca 2012 Sąd Najwyższy ponownie orzekł jednak o jego rozwiązaniu.
Już 25 czerwca 2012 do dymisji podał się rząd premiera Kamala al-Dżanzuriego w celu umożliwienia powołania nowego gabinetu. 24 lipca 2012 Mursi desygnował na urząd premiera Hiszama Kandila, dotychczasowego ministra zasobów wodnych, który objął urząd 2 sierpnia 2012. Zgodnie z zapowiedziami, większość jego ministrów stanowili nowi, mało znani i bezpartyjni technokraci. Stanowiska zachowało siedmiu ministrów z poprzedniego rządu, w tym minister spraw zagranicznych, minister finansów oraz stojący na czele resortu obrony marszałek Muhammad Husajn Tantawi, czworo z ministrów pochodziło z Partii Wolności i Sprawiedliwości.
Jednakże już 12 sierpnia 2012 prezydent w wydanym dekrecie ogłosił przejście na wojskową emeryturę przez szefa sztabu generalnego oraz marszałka Tantawiego, który utracił również stanowisko ministra obrony. Jednocześnie anulował wydaną w czerwcu 2012 roku przez radę wojskową deklarację konstytucyjną ograniczającą uprawnienia szefa państwa. Tego samego dnia na stanowisko wiceprezydenta Egiptu mianował Mahmuda Makkiego.
W listopadzie 2012 roku podczas konfliktu izraelsko-palestyńskiego poparł Hamas, ostro potępiając izraelskie naloty na Strefę Gazy. Prowadził tym samym odmienną politykę wobec konfliktu na Bliskim Wschodzie, gdyż jego poprzednik Husni Mubarak wspierał stronę izraelską. Mursi obok Stanów Zjednoczonych był głównym mediatorem, który doprowadził do zakończenia konfliktu. Został również gwarantem postanowień kairskich z 21 listopada 2012.
22 listopada 2012 Mursi wydał dekrety, które rozszerzyły jego prerogatywy, co w ocenie egipskiej opozycji groziło przeprowadzeniu demokratycznych przemian w państwie. Z dekretów wynikało, że do czasu opracowania nowej egipskiej konstytucji, żaden organ w tym Sąd Najwyższy, nie może ograniczyć jego decyzji. Kolejne dekrety dawały zielone światło na powtórne procesy wysokich urzędników z czasów rządów Mubaraka, zakazywały rozwiązywania Zgromadzenia Narodowego do czasu opracowania ustawy zasadniczej. Mursi nadał sobie prawo do „podejmowania decyzji, które chroniłyby rewolucję”, zdymisjonował też prokuratora generalnego Abd al-Madżida Mahmuda, a na stanowisko mianował Talata Abd Allaha.

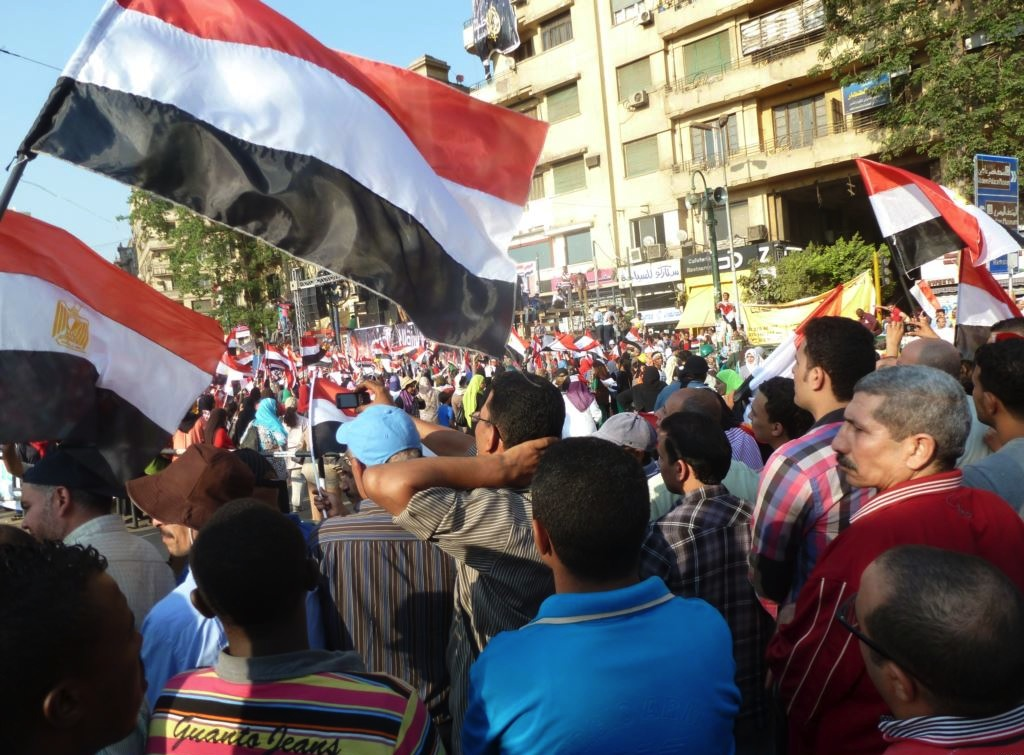
Egipcjanie popierający wojskowy przewrót podczas manifestacji na placu Majdan at-Tahrir, 7 lipca 2013

Decyzje prezydenta spotkały się z krytyką opozycji. Dzień po ogłoszeniu dekretów na kairskim Placu Tahrir i pod pałacem prezydenckim zebrały się tysiące przeciwników prezydenta. Wezwano nawet do „Marszu milionów” znanych z rewolucji egipskiej. Laureat pokojowej nagrody Nobla Muhammad el-Baradei napisał na portalu społecznościowym Twitter, iż Mursi „ogłosił się nowym faraonem”. Zaniepokojenie decyzjami prezydenta wyraziło ONZ, które według organizacji mogą mieć poważne konsekwencje, w kwestii przestrzegania praw człowieka i rządów prawa w Egipcie, a także Stany Zjednoczone.

## Usunięcie z urzędu
28 czerwca 2013 w Egipcie rozpoczęły się demonstracje nawołujące Mursiego do ustąpienia z urzędu. Dwa dni później, w pierwszą rocznicę zaprzysiężenia Mursiego na prezydenta kraju w Kairze odbyła się największa demonstracja od czasu rewolucji, która obaliła Husniego Mubaraka. Opozycja oraz wojsko dało Mursiemu 48 godzin na złożenie urzędu. Termin ten upływał 3 lipca 2013. Mursi odrzucił oba żądania do ustąpienia, nawołując do spokoju. Jednak zamieszki nabierały na sile, a armia 3 lipca 2013 pozbawiła Mursiego władzy, zawieszając konstytucję oraz przedstawiając mapę drogową (harmonogram), opracowaną m.in. przez Muhammada el-Baradeia. Informacje te podał w zajętej telewizji państwowej dowódca wojska gen. Abd al-Fattah as-Sisi. Tymczasową głową państwa został prezes Sądu Konstytucyjnego Adli Mansur.

## Dalsze losy
4 listopada 2013 został dowieziony do sądu w Kairze na proces, w którym postawiono mu zarzuty podżegania do przemocy i do zabójstwa 10 osób, które zginęły w czasie protestów przeciwko dekretom z listopada 2012 roku. Razem z nim przed sądem stanęło 14 działaczy ugrupowań islamskich. Ostatecznie pierwsze posiedzenie sądu w sprawie Mursiego miało odbyć się dopiero 8 stycznia 2014. 18 grudnia egipska prokuratura poinformowała, że były prezydent będzie odpowiadał za spiskowanie z zagranicznymi organizacjami (Hezbollahem i Hamasem) w celu przeprowadzenia aktów terroru, przekazanie tymże organizacjom tajemnic państwowych swojego kraju oraz przeprowadzania szkolenia wojskowego ich członków, co zagrażało bezpieczeństwu Egiptu. Mursiemu groziła w wymienionym postępowaniu kara śmierci. Organizacje broniące praw człowieka wyraziły wątpliwości, czy proces byłego prezydenta będzie uczciwy. Równocześnie przedstawiciele Hamasu zaprzeczyli, jakoby prowadzili działania przeciwko Egiptowi.
21 grudnia 2013 przeciwko Mursiemu rozpoczęto trzecie postępowanie, w którym był oskarżony o zabójstwo policjantów w czasie swojej ucieczki z więzienia w 2011 roku, w pierwszych dniach demonstracji przeciwko Husniemu Mubarakowi. Razem z nim przed sądem miało stanąć 130 osób, które również odzyskały wolność w czasie masowej ucieczki. 19 stycznia 2014 poinformowano o wszczęciu czwartego postępowania przeciwko Mursiemu – o obrazę sądu.
21 kwietnia 2015 sąd oczyścił Mursiego z zarzutu zabójstwa, uznał go jednak za winnego stosowania przemocy i tortur i skazał go na dwadzieścia lat więzienia. 16 maja sąd w Kairze skazał Mursiego na karę śmierci w związku ze zorganizowaniem w 2011 roku ucieczki z więzienia Wakdi an-Natrun, podczas której zginął jeden oficer policji. Decyzję sądu przekazano do zatwierdzenia wielkiemu muftiemu Egiptu. 18 czerwca 2016 Mursi został uznany za winnego szpiegostwa na rzecz Kataru i skazany na dożywotnie więzienie. W listopadzie tego samego roku wyrok śmierci wydany w sprawie Mursiego został anulowany, a jego proces miał być powtórzony. Również w listopadzie egipski sąd kasacyjny uchylił dla niego jeden z dwóch wyroków dożywotniego więzienia w związku z oskarżeniami o szpiegostwo m.in. na rzecz radykalnego palestyńskiego Hamasu. Nakazano wszczęcie nowego procesu. 16 września 2017 sąd skazał go na 25 lat więzienia za szpiegostwo na rzecz Kataru, przekazywanie tajemnic państwowych oraz poufnych dokumentów. Tym samym sąd kasacyjny obniżył wymiar kary dla Mursiego z zasądzonych wcześniej 40 lat.
Muhammad Mursi zmarł 17 czerwca 2019 podczas rozprawy w sądzie.